# GRU
GRU (ryska: ГРУ, akronym av Гла́вное Разве́дывательное Управле́ние, på svenska ungefär "Huvudstyrelsen för underrättelsetjänsten") var tidigare Sovjetunionens, och är nu Rysslands, militära underrättelsetjänst.

## Organisation
- Första avdelningen - EU
- Andra avdelningen - Nord- och Sydamerika, Storbritannien, Australien, Nya Zeeland
- Tredje avdelningen - Asien
- Fjärde avdelningen - Afrika
- Femte avdelningen - Operativa underrättelser
- Sjätte avdelningen - Teknisk signalspaning
- Sjunde avdelningen - Nato
- Åttonde avdelningen - Sabotage
- Nionde avdelningen - Militär teknik
- Tionde avdelningen - Krigsekonomin
- Elfte administration - Strategiska doktriner och rustning
- Tolfte avdelningen - Kärnvapen
- Avdelning tolv bis  - Informationskrig

## Utbildning
Grundläggande officersutbildning för GRU:s officerare sker vid militärhögskolan i Novosibirsk på två program: militär underrättelsetjänst och speciell underrättelsetjänst.
Högre utbildning äger rum vid Ryska federationens militärdiplomatiska akademi. Denna akademi har tre fakulteter: (1) Fakulteten för strategisk personbaserad underrättelseinhämtning (2) fakulteten för operativ underrättelseinhämtning (3) fakulteten för operativ-taktisk underrättelseinhämtning.

## Forskning
Till GRU hör två forskningsinstitut, Sjätte och Artonde centrala forskningsinstituten.

## Sovinformsputnik
Till GRU hör företaget Sovinformsputnik, som säljer satellitbilder från GRU:s satelliter.

## GRU Spetsnaz
GRU Spetsnaz är specialförband som lyder under GRU. 2010 underställdes dessa högre förband Rysslands militär. 2013 återfördes dock en del spetsnaz direkt under GRU.

## Bilder

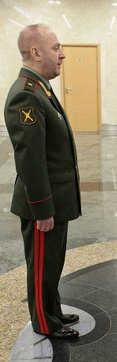
Chefen för GRU, generallöjtnant Igor Sergun.
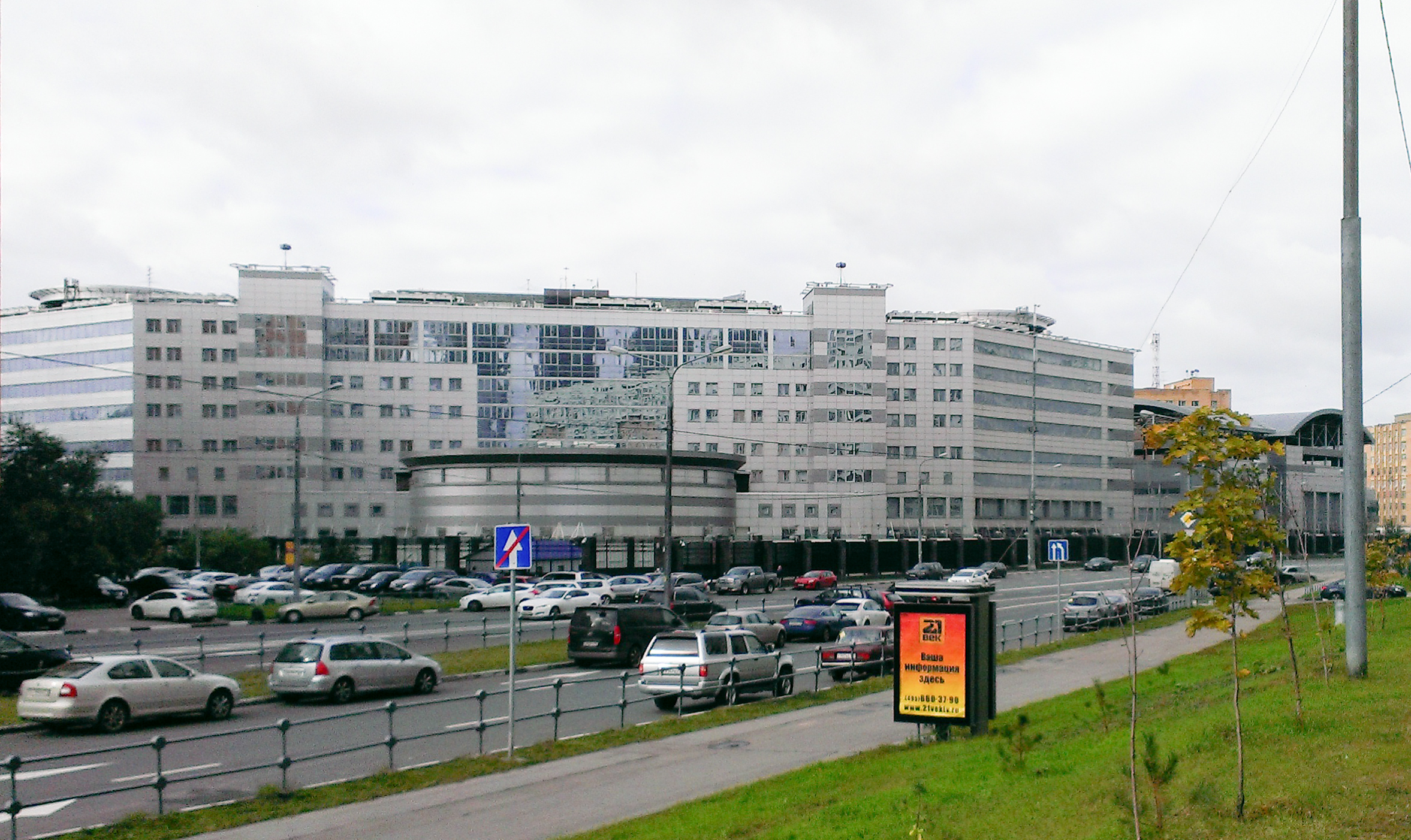
GRU:s högkvarter i Moskva.
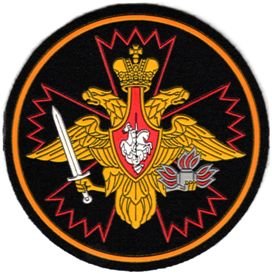
Förbandstecken för GRU.